# Zangastra
Zangastra là một chi bọ cánh cứng trong họ Chrysomelidae.
Chi này được miêu tả khoa học năm 1981 bởi Chen & Jiang.

## Các loài
Các loài trong chi này gồm:
- Zangastra angusta Jiang, 1988
- Zangastra nepalensis Takizawa, 1988
- Zangastra nitidicollis Chen & Jiang, 1981
- Zangastra pallidicollis Chen & Jiang, 1981
- Zangastra picea Jiang, 1988
- Zangastra sichuanica Lopatin, 2007
- Zangastra tuberosa Chen & Jiang, 1981